# Fuente la Reina
Fuente la Reina ist eine Gemeinde (Municipio) mit 59 Einwohnern (Stand: 2024) in der Provinz Castellón in der spanischen autonomomen Region Valencia. 

## Geographie
Fuente la Reina liegt etwa 52 Kilometer westnordwestlich der Provinzhauptstadt Castellón de la Plana und etwa 62 Kilometer nordnordwestlich von Valencia im Bezirk Alto Mijares in einer Höhe von ca. 980 m. 

## Sehenswürdigkeiten

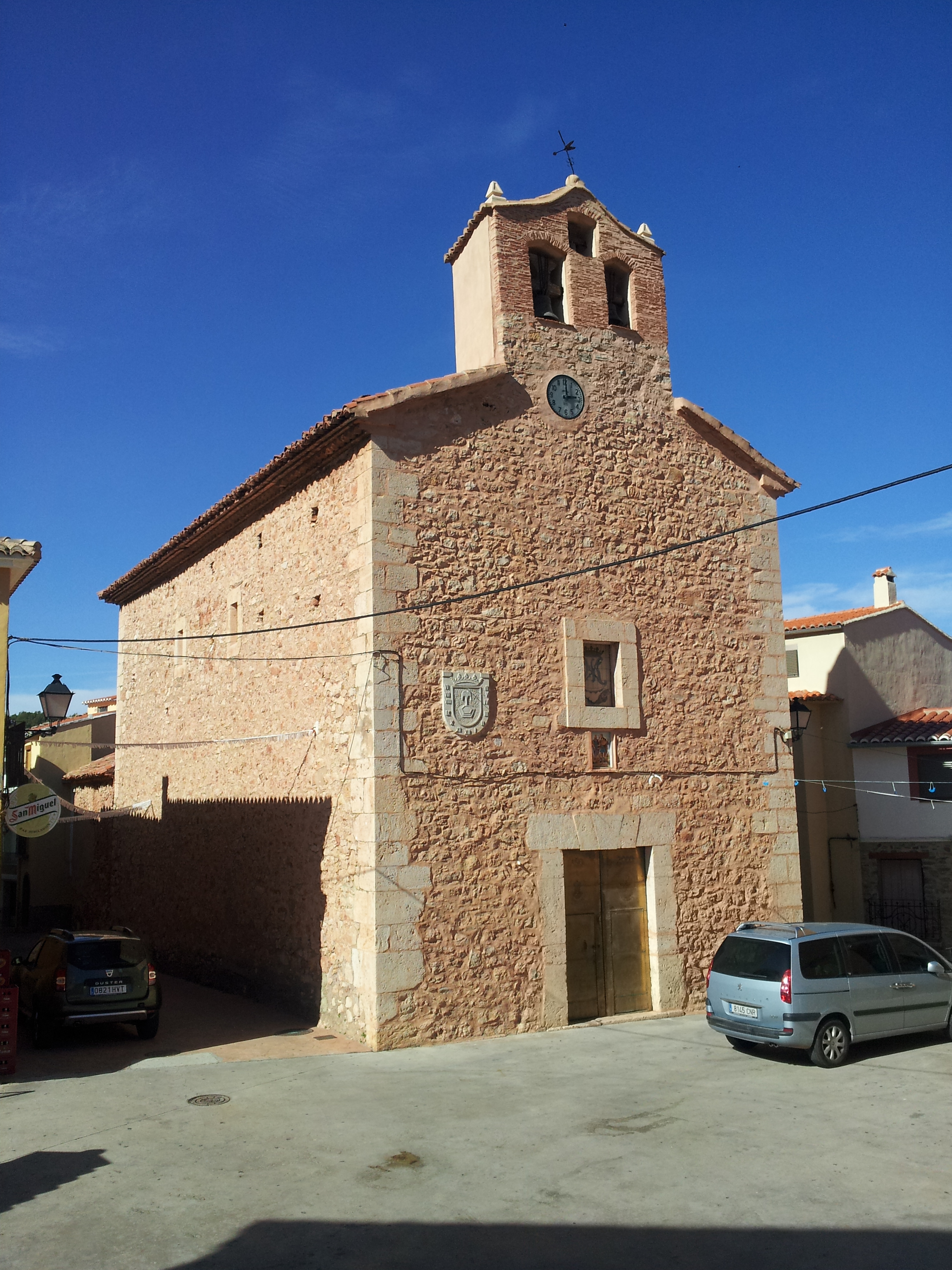
Kirche Mariä Engel
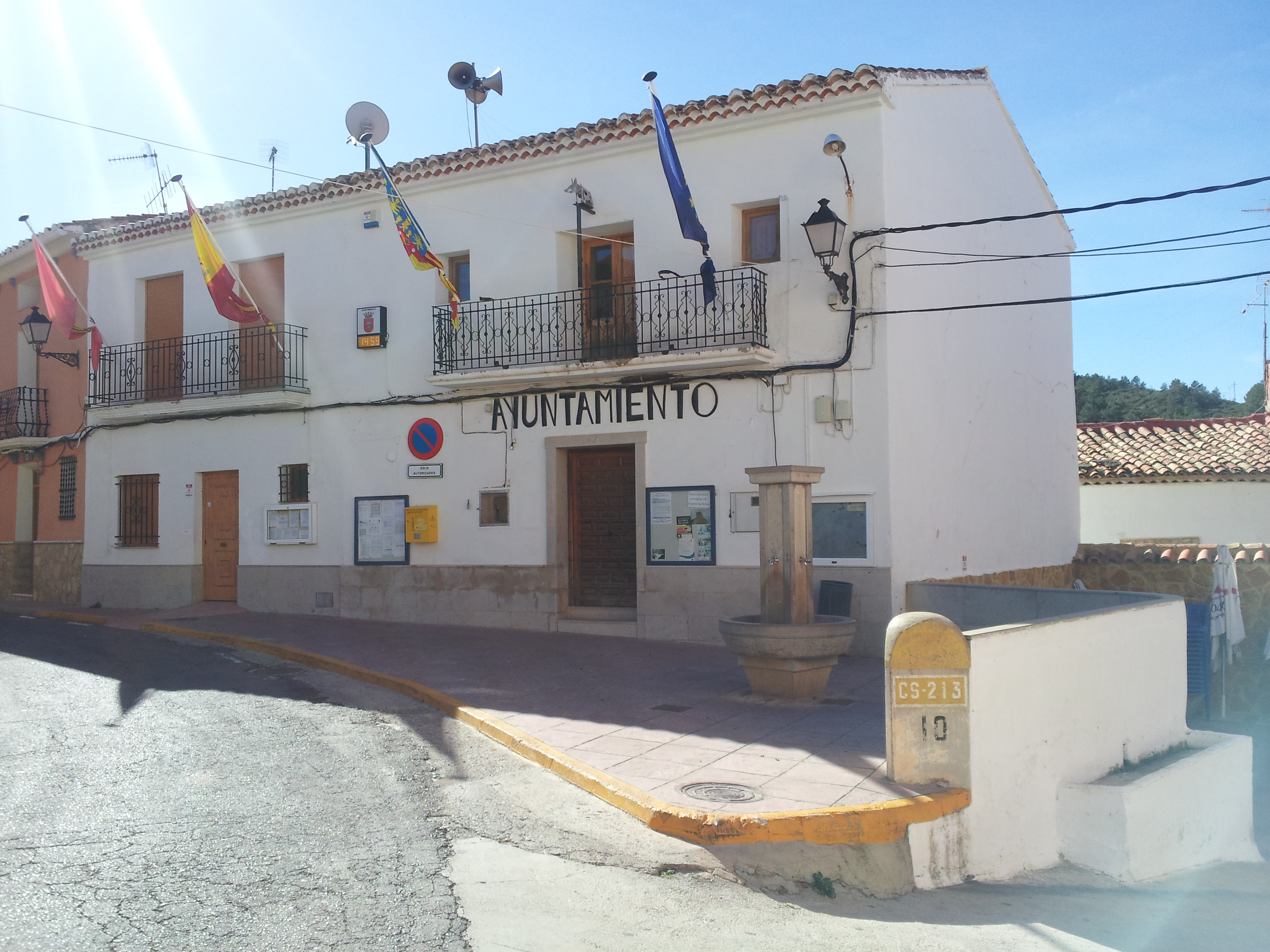
Rathaus

- Kirche Mariä Engel
- Rathaus